# Klute (cráter)

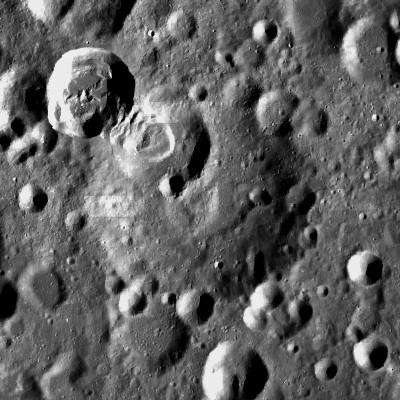
Fotografía de la misión Lunar Reconnaissance Orbiter

Klute es un cráter de impacto situado en la cara oculta de la Luna. Se encuentra al sureste de la llanura amurallada del cráter de mayor tamaño Fowler, y al este del cráter Gadomski.
|  |

Se trata de un cráter fuertemente desgastado, con múltiples cráteres más pequeños en el borde exterior. El cráter satélite Klute W impactó al noroeste de Klute, produciendo una gran depresión o deslizamiento de tierras, provocando el flujo de materiales hacia el cráter sin nombre situado dentro de Klute. El resto del suelo es una llanura irregular, con varios pequeños cráteres erosionados.
Este cráter recibió el nombre de Daniel Klute, un científico que contribuyó a desarrollar motores para el cohete Saturno V antes de morir en 1964.

## Cráteres satélite
Por convención estos elementos son identificados en los mapas lunares poniendo la letra en el lado del punto medio del cráter que está más cerca de Klute.
|       | \| Klute \| Coordenadas \| Diámetro \| \| ----- \| ------------------------------- \| -------- \| \| M \| 35°06′N 141°06′O / 35.1, -141.1 \| 24 km \| \| W \| 38°12′N 143°00′O / 38.2, -143.0 \| 13 km \| \| X \| 39°30′N 143°00′O / 39.5, -143.0 \| 40 km \| |          |
| Klute | Coordenadas | Diámetro |
| M     | 35°06′N 141°06′O / 35.1, -141.1 | 24 km    |
| W     | 38°12′N 143°00′O / 38.2, -143.0 | 13 km    |
| X     | 39°30′N 143°00′O / 39.5, -143.0 | 40 km    |